# Smiliorachis proxima
Smiliorachis proxima är en insektsart som beskrevs av Berg. Smiliorachis proxima ingår i släktet Smiliorachis och familjen hornstritar. Inga underarter finns listade i Catalogue of Life.